# Кубок Болгарії з футболу 1956
Кубок Болгарії з футболу 1956 — 16-й розіграш кубкового футбольного турніру в Болгарії. Титул вшосте здобув Левські (Софія).

## Перший раунд
| Команда 1            | Рахунок | Команда 2                 |
| -------------------- | ------- | ------------------------- |
| Динамо (Софія)       | 3:1 дч  | Черно море (Сталін)       |
| Торпедо (Русе)       | +:-     | Локомотив (Коларовград)   |
| Спартак (Сталін)     | 1:0     | СКНА (Русе)               |
| Торпедо (Димитров)   | 3:0     | СКНА (Благоєвград)        |
| Берое (Стара Загора) | 4:0     | Локомотив (Бургас)        |
| Локомотив (Пловдив)  | 3:1     | Торпедо (Димитровград)    |
| Спартак (Софія)      | 1:1 дч  | Червено знаме (Павликени) |
| Академік (Свиштов)   | 1:0     | Спартак (Плевен)          |

Перегравання
| Команда 1       | Рахунок | Команда 2                 |
| --------------- | ------- | ------------------------- |
| Спартак (Софія) | 1:0     | Червено знаме (Павликени) |

## 1/8 фіналу
| Команда 1         | Рахунок | Команда 2            |
| ----------------- | ------- | -------------------- |
| Динамо (Софія)    | 2:1 дч  | Міньор (Димитров)    |
| Торпедо (Русе)    | 1:0     | Завод 12 (Софія)     |
| Спартак (Сталін)  | 2:0     | Торпедо (Димитров)   |
| Локомотив (Софія) | 3:2     | Ударник (Софія)      |
| СКНА (Пловдив)    | 2:1 дч  | Берое (Стара Загора) |
| Спартак (Пловдив) | 3:0     | Урожай (Тирново)     |
| ЦДНА (Софія)      | 0:0 дч  | Локомотив (Пловдив)  |
| Спартак (Софія)   | 1:0     | Академік (Свиштов)   |

Перегравання
| Команда 1    | Рахунок | Команда 2           |
| ------------ | ------- | ------------------- |
| ЦДНА (Софія) | 3:2     | Локомотив (Пловдив) |

## 1/4 фіналу
| Команда 1         | Рахунок | Команда 2         |
| ----------------- | ------- | ----------------- |
| Динамо (Софія)    | 3:1     | Торпедо (Русе)    |
| Локомотив (Софія) | 1:0     | Спартак (Сталін)  |
| СКНА (Пловдив)    | 1:0 дч  | Спартак (Пловдив) |
| ЦДНА (Софія)      | 1:0     | Спартак (Софія)   |

## 1/2 фіналу
| Команда 1      | Рахунок | Команда 2         |
| -------------- | ------- | ----------------- |
| Динамо (Софія) | 1:0     | Локомотив (Софія) |
| СКНА (Пловдив) | 2:1     | ЦДНА (Софія)      |

## Фінал
| 18 листопада 1956 |

| Динамо (Софія)                                             | 5:2      | СКНА (Пловдив)             |
| ---------------------------------------------------------- | -------- | -------------------------- |
| Атанасов 18' (аг) Ілієв 21', 69' Йорданов 37' Георгієв 77' | Протокол | Карадалієв 24' Сотиров 44' |

| «Васил Левський», Софія Глядачів: 40 000 Арбітр: Георгі Христов |